# Pokémon: Let's Go, Pikachu! och Let's Go, Eevee!
Pokémon: Let's Go, Pikachu! och Pokémon: Let's Go, Eevee! är två  spel till Nintendo Switch. Spelen släpptes internationellt 16 november 2018.